# Кастельвеккьо-Субекуо
Кастельвеккьо-Субекуо (итал. Castelvecchio Subequo) — коммуна в Италии, располагается в регионе Абруццо, в провинции Л’Акуила.
Население составляет 1141 человек (2008 г.), плотность населения составляет 59 чел./км². Занимает площадь 19 км². Почтовый индекс — 67024. Телефонный код — 0864.
Покровителем коммуны почитается святой Иоанн Креститель, празднование 24 июня.

## Демография
Динамика населения:

## Администрация коммуны
- Официальный сайт: